# Baltische Versammlung

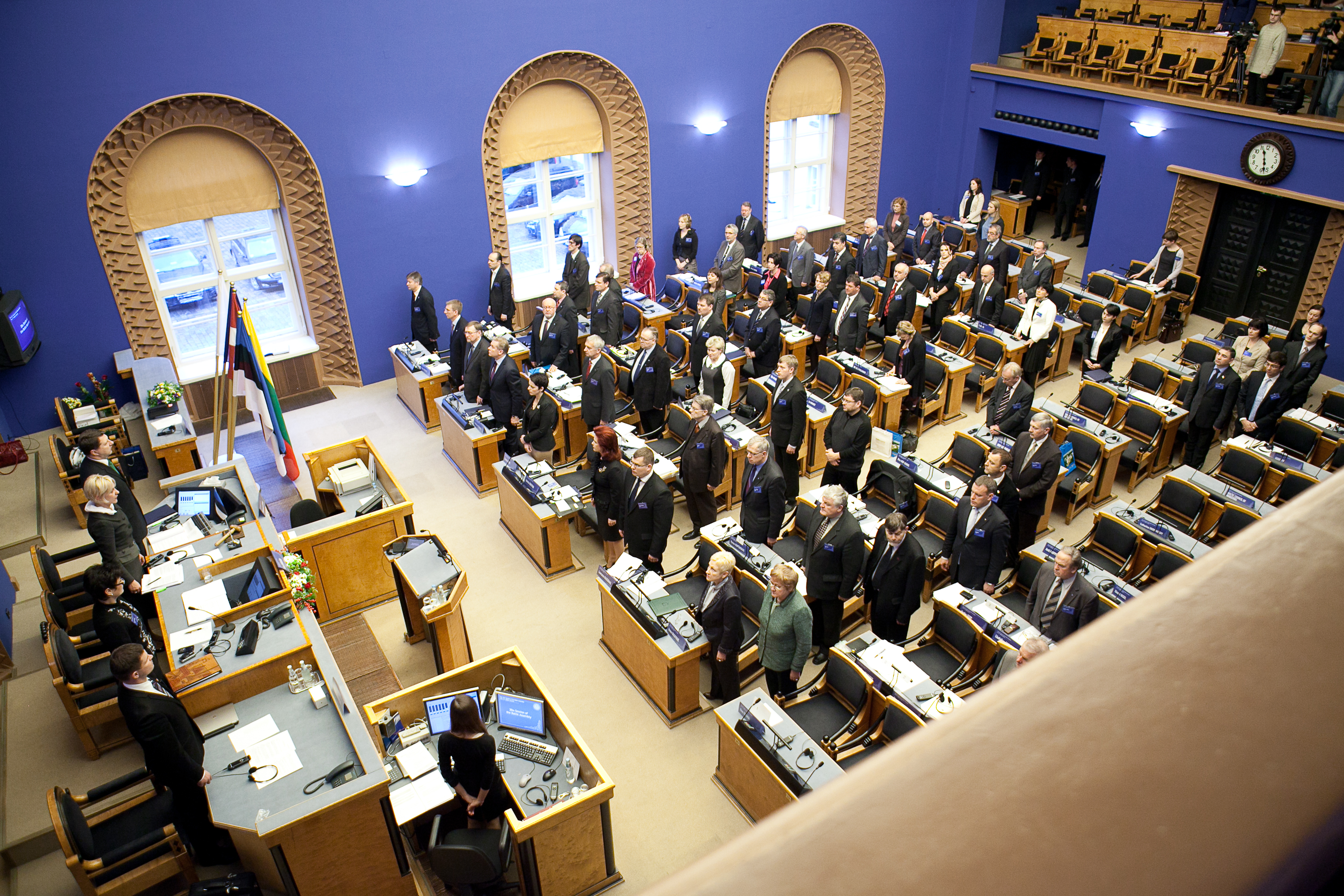
Plenarsitzung der Baltischen Versammlung im Sitzungssaal des Riigikogu in Tallinn 2011

Die Baltische Versammlung (Estnisch Balti Assamblee, Lettisch Baltijas Asambleja, Litauisch Baltijos Asamblėja, abgekürzt BA) ist eine 1991 ins Leben gerufene Organisation zur engeren Zusammenarbeit zwischen den Parlamenten von Estland, Lettland und Litauen.

## Geschichte
Die Baltische Versammlung (BA) wurde am 8. November 1991 in Tallinn gegründet, kurz nachdem die drei baltischen Staaten ihre staatliche Unabhängigkeit von der Sowjetunion wiedererlangt hatten. Am 13. Juni 1994 nahmen die Parlamente Estlands (Riigikogu), Lettlands (Saeima) und Litauens (Seimas) die Strukturen und Grundsätze der Baltischen Versammlung an.

## Inhalt
Die Baltische Versammlung bildet ein Forum, in dem die Parlamente der baltischen Staaten versuchen, gemeinsame Positionen zu internationalen Fragen zu finden. Schwerpunkt ist die Zusammenarbeit in den Bereichen Politik, Wirtschaft und Kultur. Durch eine engere inhaltliche Abstimmung bei Angelegenheiten und Projekten von übereinstimmendem Interesse wollen die drei baltischen Staaten ihren Einfluss auf der internationalen Bühne vergrößern. Vorbilder sind der Nordische Rat und das Beneluxparlament.

## Struktur

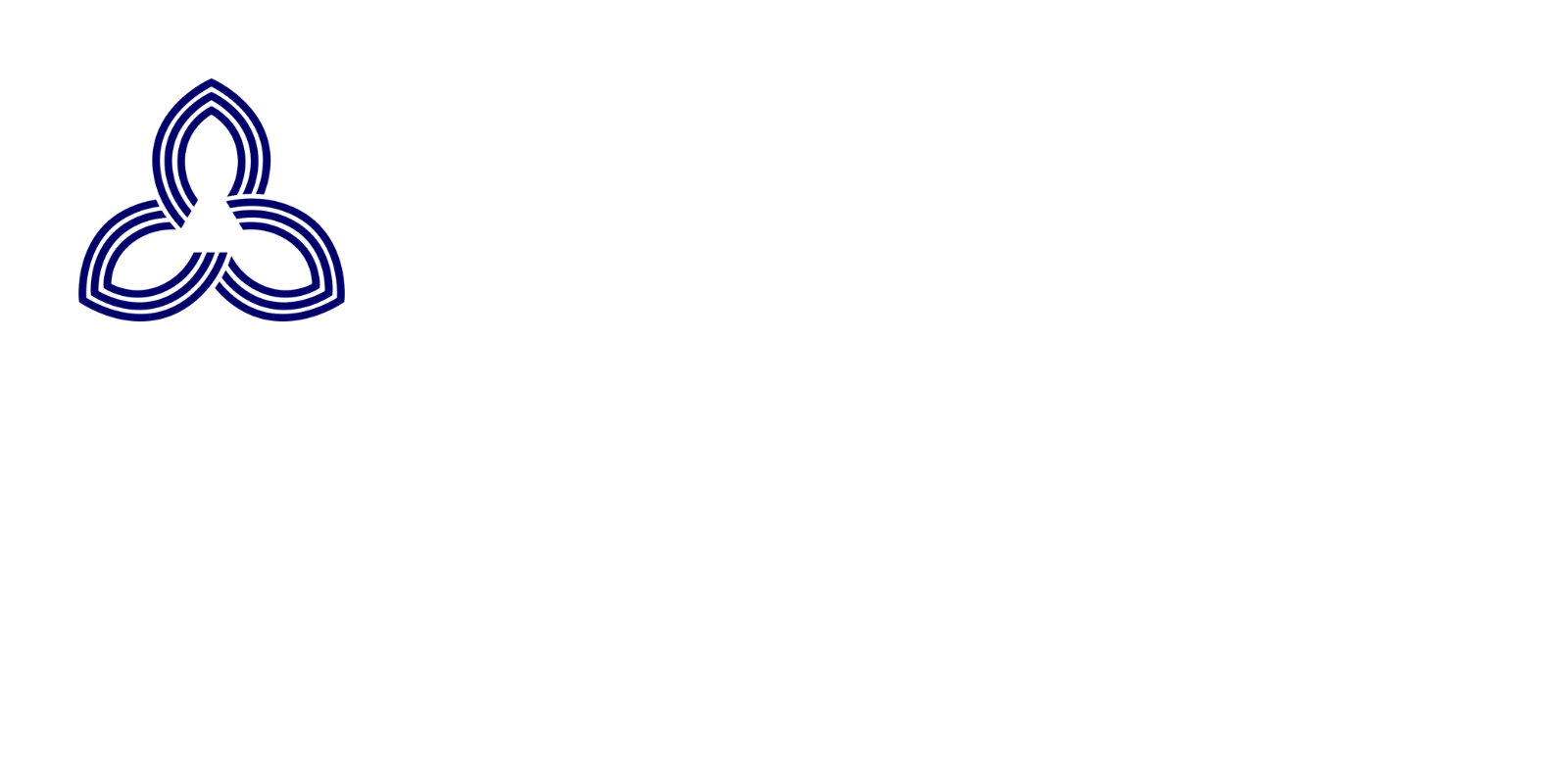
Fahne

Die Baltische Versammlung kommt einmal jährlich zu ihrer Plenarsitzung zusammen. Sie findet abwechselnd in den drei Staaten statt. Jedes nationale Parlament entsendet aus seiner Mitte zwölf bis zwanzig Mitglieder in die Baltische Versammlung. Die Mitglieder der nationalen Delegation müssen die Sitzverteilung der Parteien im nationalen Parlament widerspiegeln. Die Entscheidungen der Baltischen Versammlung binden nicht die nationalen Regierungen.
Die nationalen Parlamente bestimmen jeweils einen Leiter und einen stellvertretenden Leiter ihrer nationalen Delegation in der Baltischen Versammlung. Diese sechs Personen bilden das Präsidium der Baltischen Versammlung. Vorsitzender des Präsidiums ist der Leiter der nationalen Delegation, in dessen Land die nächste Sitzung der Baltischen Versammlung stattfindet. Die Vorsitzenden der beiden anderen nationalen Delegationen sind seine Stellvertreter. Aufgabe des Präsidiums ist die Vertretung und Steuerung der Arbeit der Baltischen Versammlung zwischen den Plenarsitzungen.
Die Mitglieder der Baltischen Versammlung können nach ihrer politischen Ausrichtung länderübergreifenden Fraktionen bilden. Eine Fraktion umfasst mindestens fünf Mitglieder, die aus mindestens zwei baltischen Staaten stammen müssen. Derzeit existieren in der Baltischen Versammlung drei Fraktionen: die Konservativ/Rechte-Fraktion, die Zentrumsfraktion und die Sozialdemokraten.

## Ausschüsse
Die Baltische Versammlung hat derzeit fünf ständige Ausschüsse:
- Ausschuss für Wirtschaft, Verkehr und Informationswesen
- Ausschuss für Bildung, Wissenschaft und Kultur
- Ausschuss für Umweltschutz und Energie
- Rechts- und Sicherheitsausschuss
- Sozialausschuss

Jedes Mitglied der Baltischen Versammlung gehört mindestens einem Ausschuss an. Jeder Ausschuss tagt mindestens dreimal jährlich. Beschlüsse im Ausschuss werden im Konsens angenommen. Daneben kann die Baltische Versammlung Ad-hoc-Ausschüsse ins Leben rufen.

## Sekretariat
Das Sekretariat der Baltischen Versammlung befindet sich in Riga. Generalsekretärin ist seit 2020 die Lettin Agnija Antanoviča. Der Haushalt der Baltischen Versammlung wird von den nationalen Parlamenten finanziert. Die Baltische Versammlung hat eine eigene Flagge und eigene Symbole. Offizielle Sprachen der Baltischen Versammlung sind Estnisch, Lettisch und Litauisch.

## Preis der Baltischen Versammlung
1993 wurde der Preis für Literatur, Kunst und Wissenschaft der Baltischen Versammlung geschaffen. Die Preisträger erhalten einen Geldpreis, ein Zertifikat und eine Statue.
Die Regularien wurden bei der 31. Baltischen Versammlung durch eine Neuregelung vom 9. November 2012 geändert. Seither werden drei getrennte Preise für Wissenschaft, Literatur und Kunst verliehen.
| Jahr | Autor                   | Land     |
| ---- | ----------------------- | -------- |
| 1994 | Tõnu Õnnepalu           | Estland  |
| 1995 | Uldis Bērziņš           | Lettland |
| 1996 | Judita Vaičiūnaitė      | Litauen  |
| 1997 | Jaan Kaplinski          | Estland  |
| 1998 | Sigitas Geda            | Litauen  |
| 1999 | Jaan Kross              | Estland  |
| 2000 | Jānis Rokpelnis         | Lettland |
| 2001 | Justinas Marcinkevičius | Litauen  |
| 2002 | Jaan Tätte              | Estland  |
| 2003 | Vytautas Bubnys         | Litauen  |
| 2004 | Pēters Brūveris         | Lettland |
| 2005 | Hasso Krull             | Estland  |
| 2006 | Nora Ikstena            | Lettland |
| 2007 | Marcelijus Martinaitis  | Litauen  |
| 2008 | Knuts Skujenieks        | Lettland |
| 2009 | Inga Ābele              | Lettland |
| 2010 | Ene Mihkelson           | Estland  |
| 2011 | Arvydas Juozaitis       | Litauen  |

2013 ging der Wissenschaftspreis an Renāte Blumberga, der Literaturpreis an Donaldas Kajokas und der Kunstpreis an den Komponisten Peeter Vähi.